# Tulbagija
Tulbagija (lat. Tulbaghia), rod lukovičastih geofita iz porodice zvanikovki, smješten u vlastiti tribus Tulbaghieae, dio potporodice lukovki, ili po drugima u vlastitu potporodicu Tulbaghioideae. Postoje 29 priznatih vrsta, sve su iz Afrike.

## Opis
Rod Tulbaghia endem je južne Afrike i sadrži 20-30 vrsta, s koncentracijom vrsta u provinciji Eastern Cape, Južna Afrika. Ove vrste nastanjuju kamenite travnjake i obale potoka u polupustinjskim i močvarnim područjima. Čini se da su ekološke razlike povezane s šarama na vanjskim površinama sjemenki. Vrste sa suhih staništa imaju sjemenske ovojnice sa stanicama sposobnim za brzo upijanje vode, dok one iz vlažnih staništa imaju sjemenske ovojnice sa stanicama koje izgledaju nepropusne za vodu.
Vrste Tulbaghia su bez stabljike s podzemnim skladišnim organima i bazalnim lišćem poput trake koje često odumire tijekom sušnih sezona. Hlapljivi spojevi koji sadrže sumpor, posebice marasmin, odgovorni su za karakterističan miris i okus poput češnjaka vrste Tulbaghia. Kada su podzemni dijelovi, lišće i cvjetovi oštećeni, marasmin se razgrađuje enzimom do marasmicina, koji se lako razgrađuje u mirisni koktel sumpornih spojeva.
Glavne morfološke razlike među vrstama su cvjetni oblik. Cvjetovi imaju karakteristične zaliske tkiva, povezane s njihovim laticama, koji tvore "krunu" prema središtu. Rod je predmet detaljnih citoloških istraživanja od 1960-ih. Većina vrsta Tulbaghia ima 12 velikih kromosoma u svakoj stanici, iako postoje i vrste s 24 i 36 kromosoma. Štoviše, detaljni mikroskopski izgledi ovih kromosoma korišteni su za grupiranje i razlikovanje vrsta, iako preliminarne analize DNK pokazuju da su klasifikacije temeljene na kromosomima potrebna detaljnija istraživanja.
Izvan južne Afrike, vrste kao što je Tulbaghia violacea uzgajane su kao višegodišnje vrtne biljke, posebno u suhim, dobro dreniranim situacijama. Međutim, stoljećima su se vrste Tulbaghia koristile kao lijek, hrana, stočna hrana i ukrasno bilje u svojim izvornim područjima u Africi. Nedavno je uvjerenje da konzumacija Tulbaghia ne kvari dah doživjelo promicanje tulbagije češnjaka u društvu kao zamjene za češnjak. Ljekovita svojstva vrsta Tulbaghia koje su se koristile u tradicionalnoj medicini u Južnoj Africi postala su predmet velikog interesa ortodoksne medicine, posebice kao izvori antimikrobnih sredstava, kardiovaskularnih lijekova i antioksidansa. Ekstrakti Tulbaghia violacea ubijaju širok raspon bakterija, uključujući Staphylococcus i potencijalno tuberkulozu, te crve nematode. Tulbaghia violacea i Tulbaghia alliacea pokazuju izrazito antifungalno djelovanje s potencijalom stvaranja jeftinih fungicida. Također je dokazano da Tulbaghia violacea ima antioksidativna svojstva i pozitivno djeluje na visoki krvni tlak.

## Vrste
1. Tulbaghia acutiloba Harv.
2. Tulbaghia aequinoctialis Welw. ex Baker
3. Tulbaghia alliacea L.f.
4. Tulbaghia bragae Engl.; status neizvjestan, poznat samo po uništenom tipu.
5. Tulbaghia calcarea Engl. & Krause
6. Tulbaghia cameronii Baker
7. Tulbaghia capensis L.
8. Tulbaghia cernua Fisch., C.A.Mey. & Avé-Lall.
9. Tulbaghia coddii Vosa & R.B.Burb.
10. Tulbaghia cominsii Vosa
11. Tulbaghia dregeana Kunth
12. Tulbaghia friesii Suess.
13. Tulbaghia galpinii Schltr.
14. Tulbaghia leucantha Baker
15. Tulbaghia ludwigiana Harv.
16. Tulbaghia luebbertiana Engl. & Krause
17. Tulbaghia macrocarpa Vosa
18. Tulbaghia maritima Vosa
19. Tulbaghia montana Vosa
20. Tulbaghia natalensis Baker
21. Tulbaghia nutans Vosa
22. Tulbaghia pretoriensis Vosa & Condy
23. Tulbaghia rhodesica R.E.Fr.
24. Tulbaghia siebertii (Vosa) Mich.Möller & G.I.Stafford
25. Tulbaghia simmleri Beauverd
26. Tulbaghia tenuior K.Krause & Dinter
27. Tulbaghia transvaalensis Vosa
28. Tulbaghia verdoornia Vosa & R.B.Burb.
29. Tulbaghia violacea Harv.

## Sinonimi
- Omentaria Salisb.
- Prototulbaghia Vosa